# Дёнме

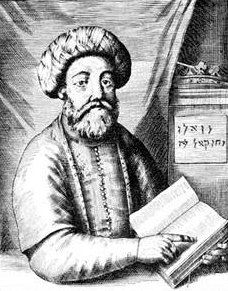
Шабтай Цви в 1665 г.

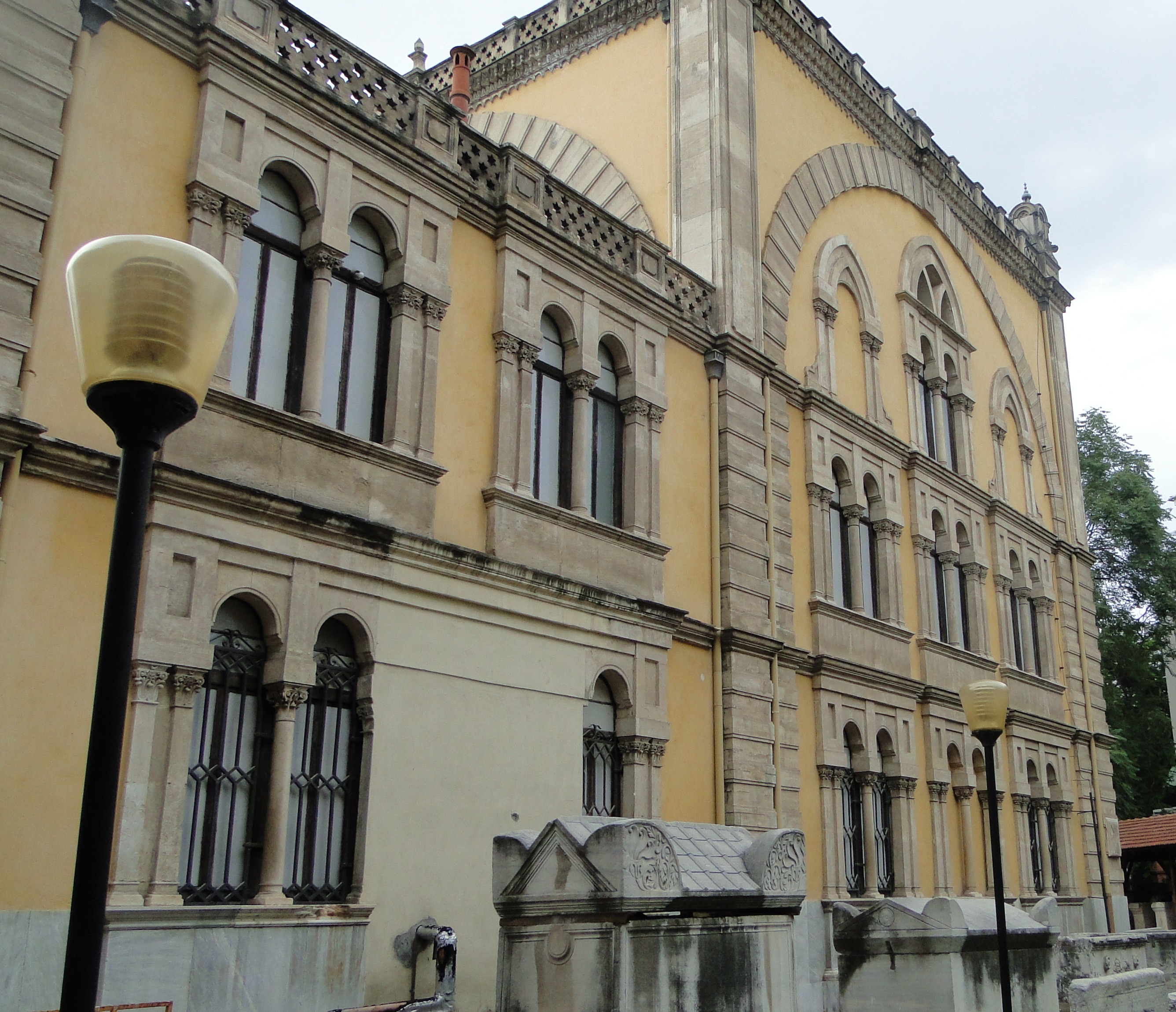
Новая мечеть, построенная сообществом дёнме Салоников в течение османского периода

Дёнме (тур. Dönme, буквально — отступник) — каббалистическая секта мусульманских саббатианцев, вышедшая из иудаизма, основанная Якобом Кверидо, братом последней жены Шабтая Цви.
Секта была основана в 1683 году в Салониках (отсюда другое принятое в Турции название сектантов — Selânikliler). Согласно учению дёнме, Шабтай Цви является Мессией. Его переход в ислам объяснялся тем, что он должен был опустить душу мессии до самой глубины греховности, чтобы подобрать последние Искры Божественного Света, которые упали в самую бездну. Вслед за основателем формально перешли в ислам и сектанты.
Позже с учением дёнме познакомился Якоб Франк и сам заразился идеей мессианства и Святого Отступничества, вызвав массовый переход польских евреев в католичество.
В конце XVII — начале XVIII в. дёнме раскололись на ветвь из Измира (Измирлилер) и ветвь ученика Шабтая Цви, Якоба Керидо (Якубилер).
В 1716 году часть Измирлилеров объявили сына Якоба Керидо, Берахию Руссо (он же Осман-Баба) воплощением (гилгул) Шабтая Цви, так образовалась группа Каракашлар (на турецком — чернобровые). В 1720 году возникла группировка Капанджилар (владельцы весов), отвергающая авторитет Якоба и Берахии.
Различные группы дёнме находились в ссоре и не роднились одна с другой. Уже в XIX веке немало дёнме ассимилировались. Браки дёнме заключали только внутри общины, что привело к частичной генетической рецессии.
Во время обмена населением между Грецией и Турцией приверженцы дёнме были причислены к мусульманам и вынуждены были покинуть Салоники.
Одним из руководителей заговора с целью убийства президента Ататюрка в Измире после основания Турецкой Республики был Мехмет Джавид-бей (1875—1926), член-основатель Комитета единства и прогресса и бывший министр финансов Османской империи, дёнме. После всестороннего расследования, проведенного правительством, Джавид-бей был осужден и позже казнен через повешение в Анкаре 26 августа 1926 года.

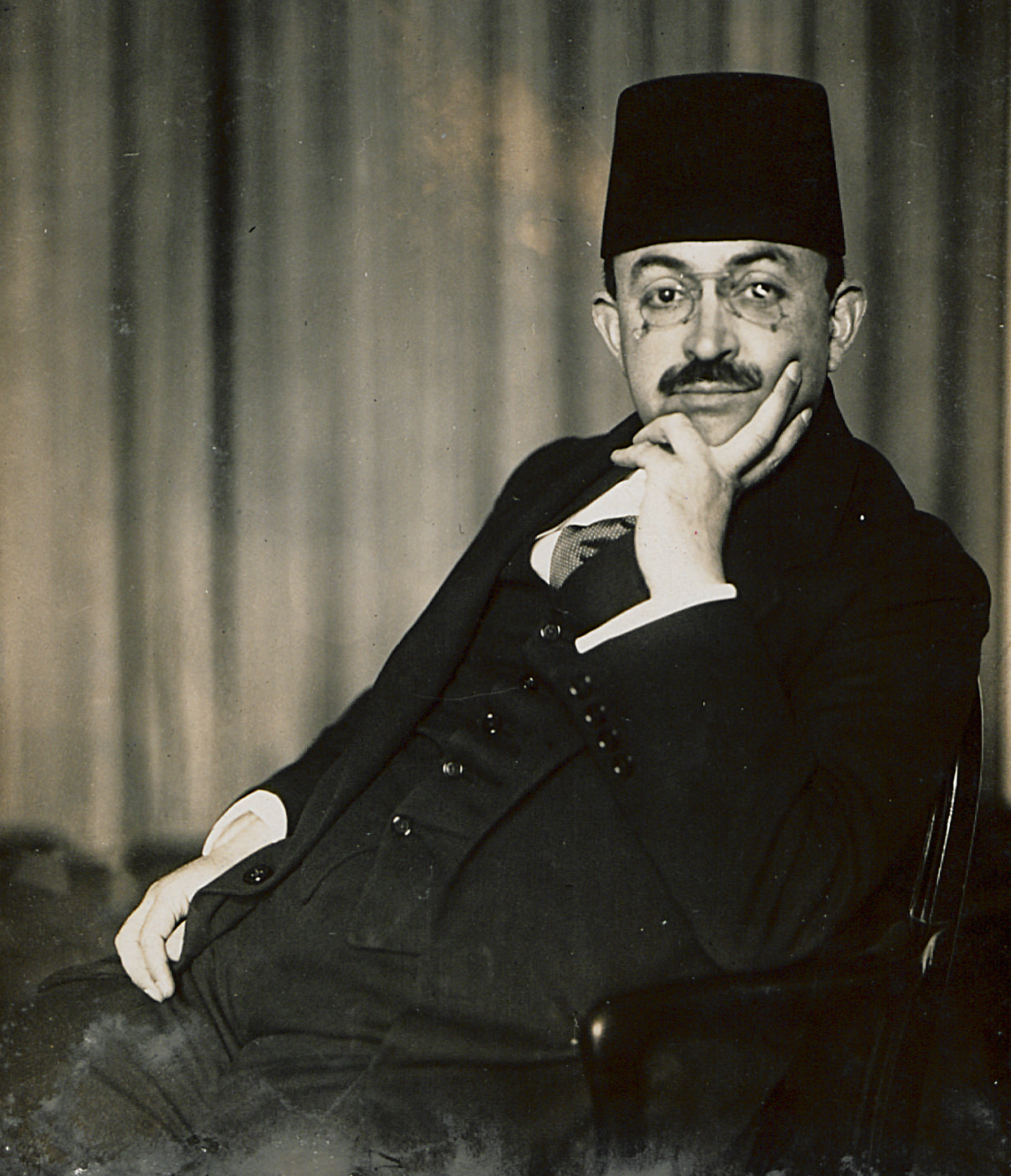
Мехмед Джавид-бей в 1917 г.

Обличение отдельных людей или семей как дёнме является неотъемлемой частью агитации турецких антисемитов. Дёнме часто становятся предметом антисемитских теорий заговора. Радикальные исламисты обвиняют в революции трёх врагов — «сионистов, масонов и дёнме».
Так или иначе, дёнме принадлежали к интеллектуальной элите и при этом оставались закрытым сообществом, что приводило к появлению различных слухов и подозрений в заговорах. К концу XX века дёнме полностью интегрировались в светскую Турцию и перестали заключать браки исключительно внутри общины. Сейчас замкнутый характер имеет только группа каракашларов.
Отношение еврейской общины Турции к дёнме было резко отрицательным: члены секты рассматривались как окончательно порвавшие связь с иудаизмом отступники. Однако в быту дёнме и евреи нередко поддерживали нормальные отношения.
Сейчас в Турции проживают около 2 500 дёнме. В частности, к ним принадлежал бывший министр иностранных дел Исмаил Джем.
Турецкие антисемитские движения всегда атаковали дёнме, их также обвиняли в организации всеобщего заговора и в том, что они — тайная сила, которая управляет турецким правительством.
Турецкий журналист и активист дёнме Ильгаз Зорлу, основавший в 2000 году издательство «Zvi Publishers», хотел признания его евреем, но бейт дин (раввинский суд) отказался признавать его евреем без полного обращения в иудаизм и отверг его претензии. Зорлу заявил, что принял иудаизм в Израиле, и подал иск об официальном изменении в его документах вероисповедания с ислама на иудаизм. Суд удовлетворил его требования 7 августа 2000 г. Это также вызвало скандал, в частности, из-за того, что он сотрудничал с антисемитскими активистами, такими как Мехмед Шевкет Эйги (тур. Mehmed Şevket Eygi).